# Paringsrad

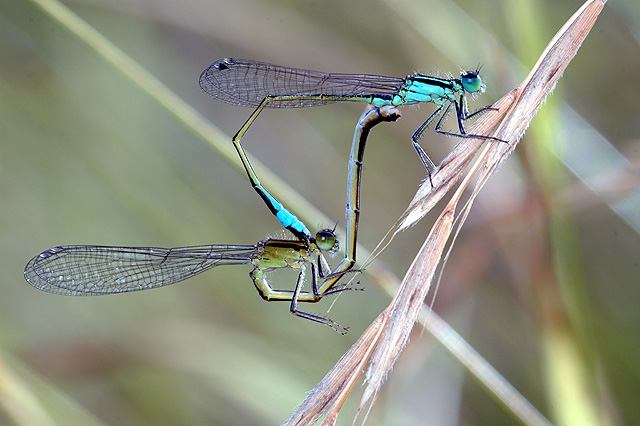
Het vrouwtje van het lantaarntje (Ischnura elegans) brengt in de paringslus haar geslachtsopening onder het secundair copulatie-orgaan van het mannetje

Een paringsrad of paringslus is de houding die (twee) libellen aannemen bij het paren.
Nadat het mannetje het vrouwtje in de tandem-houding heeft genomen, brengt het vrouwtje haar geslachtsopening, die zich op de overgang van achterlijfssegment acht en negen bevindt, tegen het secundair copulatie-orgaan van het mannetje, onder achterlijfssegment twee. Op die manier kan ze de spermatofoor van het mannetje ontvangen. Een koppel kan uren in die positie blijven en daarbij ook rondvliegen.
Zowel echte libellen als juffers vormen een paringsrad tijdens de voortplanting. Na de paring zet het vrouwtje de eitjes af, waarbij de mannetjes van sommige soorten het vrouwtje vasthouden of begeleiden, met name bij de juffers en de heidelibellen (Sympetrum). 